# Championnat du monde de hockey sur glace 1950
Navigation
Suède 1949 France 1951
Le dix-septième  championnat du monde de hockey sur glace et par la même occasion le vingt-huitième championnat d'Europe a eu lieu entre le 13 et le 22 mars 1950 à Londres au Royaume-Uni.

## Contexte
Neuf nations ont participé au tournoi et le Canada est représenté par l'équipe amateur des Mercurys d'Edmonton. 
C'est la première fois que la Tchécoslovaquie ne participe pas au championnat du monde, officiellement parce que deux journalistes n'ont pas obtenu de visas. En fait, elle redoute plutôt une fuite de ces joueurs à l'Ouest, comme l'a fait précédemment Jaroslav Drobný, elle qui est sous contrôle communiste depuis le Coup de Prague en 1948.
Bien que participants l'année précédente, l'Autriche et le Danemark renoncent également à participer (coût trop élevé pour le premier, niveau insuffisant pour le second).

## Phase préliminaire

### Groupe A
Résultats des matchs
- Grande-Bretagne 9-0 France
- Norvège 11-0 France
- Grande-Bretagne 2-0 Norvège

Classement
| # | Équipe          | PJ | V | N | D | BP | BC | Diff | Pts |
| - | --------------- | -- | - | - | - | -- | -- | ---- | --- |
| 1 | Grande-Bretagne | 2  | 2 | 0 | 0 | 11 | 0  | +11  | 4   |
| 2 | Norvège         | 2  | 1 | 0 | 1 | 11 | 2  | +9   | 2   |
| 3 | France          | 2  | 0 | 0 | 2 | 0  | 20 | -20  | 0   |

### Groupe B
Résultats des matchs
- Suisse 24-3 Belgique
- Canada 13-2 Suisse
- Canada 33-0 Belgique

Classement
| # | Équipe   | PJ | V | N | D | BP | BC | Diff | Pts |
| - | -------- | -- | - | - | - | -- | -- | ---- | --- |
| 1 | Canada   | 2  | 2 | 0 | 0 | 46 | 2  | +44  | 4   |
| 2 | Suisse   | 2  | 1 | 0 | 1 | 26 | 16 | +10  | 2   |
| 3 | Belgique | 2  | 0 | 0 | 2 | 3  | 57 | -54  | 0   |

### Groupe C
Résultats des matchs
- Suède 8-3 États-Unis
- Suède 10-0 Pays-Bas
- États-Unis 17-1 Pays-Bas

Classement
| # | Équipe     | PJ | V | N | D | BP | BC | Diff | Pts |
| - | ---------- | -- | - | - | - | -- | -- | ---- | --- |
| 1 | Suède      | 2  | 2 | 0 | 0 | 18 | 3  | +15  | 4   |
| 2 | États-Unis | 2  | 1 | 0 | 1 | 20 | 9  | +11  | 2   |
| 3 | Pays-Bas   | 2  | 0 | 0 | 2 | 1  | 27 | -26  | 0   |

## Phase finale

### Tournoi pour la septième place
Résultats des matchs
- Belgique 8-1 France
- Pays-Bas 4-2 France
- Belgique 4-2 Pays-Bas

Classement
| # | Équipe   | PJ | V | N | D | BP | BC | Diff | Pts |
| - | -------- | -- | - | - | - | -- | -- | ---- | --- |
| 7 | Belgique | 2  | 2 | 0 | 0 | 12 | 3  | +9   | 4   |
| 8 | Pays-Bas | 2  | 1 | 0 | 1 | 6  | 6  | 0    | 2   |
| 9 | France   | 2  | 0 | 0 | 2 | 3  | 12 | -9   | 0   |

### Tournoi pour la première place
Résultats des matchs
| 17 mars - Grande-Bretagne 4-3 Norvège - Canada 11-1 Suisse - Suède 2-4 États-Unis 18 mars - Suisse 12-4 Norvège - Canada 5-0 États-Unis - Grande-Bretagne 5-4 Suède 20 mars - Grande-Bretagne 2-3 États-Unis - Canada 11-1 Norvège - Suède 2-3 Suisse | 21 mars - États-Unis 10-5 Suisse - Suède 6-1 Norvège - Grande-Bretagne 0-12 Canada 22 mars - États-Unis 12-6 Norvège - Grande-Bretagne 3-10 Suisse - Canada 3-1 Suède |

Classement
| # | Équipe          | PJ | V | N | D | BP | BC | Diff | Pts |
| - | --------------- | -- | - | - | - | -- | -- | ---- | --- |
|   | Canada          | 5  | 5 | 0 | 0 | 42 | 3  | +39  | 10  |
|   | États-Unis      | 5  | 4 | 0 | 1 | 29 | 20 | +9   | 8   |
|   | Suisse          | 5  | 3 | 0 | 2 | 31 | 30 | +1   | 6   |
| 4 | Grande-Bretagne | 5  | 2 | 0 | 3 | 14 | 32 | -18  | 4   |
| 5 | Suède           | 5  | 1 | 0 | 4 | 15 | 16 | -1   | 2   |
| 6 | Norvège         | 5  | 0 | 0 | 5 | 15 | 45 | -30  | 0   |

## Bilan
Le Canada remporte une nouvelle médaille d'or. La Suisse devient championne d'Europe en dominant la Grande-Bretagne 10 à 3.

### Classement final
| #      | Équipe          |
| ------ | --------------- |
| Or     | Canada          |
| Argent | États-Unis      |
| Bronze | Suisse          |
| 4      | Grande-Bretagne |
| 5      | Suède           |
| 6      | Norvège         |
| 7      | Belgique        |
| 8      | Pays-Bas        |
| 9      | France          |

| # | Équipe          |
| - | --------------- |
| 1 | Suisse          |
| 2 | Grande-Bretagne |
| 3 | Suède           |
| 4 | Norvège         |
| 5 | Belgique        |
| 6 | Pays-Bas        |
| 7 | France          |

### Médaillés
Voici l'alignement complet des médaillés du tournoi :
| Champions du mondeCanada | Harry Allen, Marsh Darling, Robert David, John Davies, Billie Dawe, Wilbur Delaney, Don Gauf, Doug Kilburn, Leo Lucchini, Doug MaCauley, Jack Manson, Ab Newsome, Alan Purvis, Don Stanley, Robert Watt, Pete Wright, Hassie Young Entraîneur : Jimmy Graham |

| ArgentÉtats-Unis | Bernie Burke, Dick Desmond, Bob Frick, John Gallagher, Bruce Gardner, Bob Graizinger, Buzz Johnson, Prince Johnson, John McIntyre, Jim Pleban, Sam Poling, Bob Rompre, Jim Trombly, Allan Van Entraîneur : Jim Pleban |

| BronzeSuisse | Hans Banninger, Fredy Bieler, Hanggi Boller, Othmar Delnon, Reto Delnon, Walter Durst, Milo Golaz, Emil Handschin, Ernst Harter, Hans Heierling, Willi Pfister, Gebhart Poltera, Ulrich Poltera, Martin Riesen, Silvio Rossi, Fredy Streun, Hans Trepp Entraîneur : Bibi Torriani |